# Abutilon ulbrichii
Abutilon ulbrichii är en malvaväxtart som beskrevs av Paul Arnold Fryxell. Abutilon ulbrichii ingår i släktet klockmalvor, och familjen malvaväxter. Inga underarter finns listade i Catalogue of Life.